# 筑紫村
筑紫村（ちくしむら）は、福岡県筑紫郡にあった村。現在の筑紫野市の一部。

## 歴史
- 1889年（明治22年）4月1日 - 町村制の施行により、御笠郡筑紫村・原田村・若江村・隈村・西小田村・下見村・岡田村・常松村・諸田村・永岡村の区域をもって筑紫村が発足。
- 1896年（明治29年）4月1日 - 郡の統合により所属郡が筑紫郡に変更[1]。
- 1945年（昭和20年）8月8日 - 筑紫駅列車空襲事件発生。多数の死傷者が発生した。
- 1955年（昭和30年）3月1日 - 二日市町・御笠村・山口村・山家村と合併して筑紫野町が発足。同日筑紫村廃止。
- 1972年（昭和47年）4月1日 - 筑紫野町が市制施行により筑紫野市となる。

## 村長
- 山内範造（1897年）
- 井手武右衛門（1899年10月）[2]

## 交通

### 鉄道
- 日本国有鉄道
  - 鹿児島本線
    - 原田駅

  - 筑豊本線
    - 原田駅
- 西日本鉄道
  - 大牟田線
    - 筑紫駅

なお筑紫村時代には存在していないが、1971年に朝倉街道（旧山口村域） - 筑紫駅間に桜台駅が開業している。